# Tournoi pré-olympique de l'UEFA 1983-1984
Navigation
Moscou 1980 Séoul 1988
Le tournoi pré-olympique de l'UEFA 1983-1984 a eu pour but de désigner les 4 nations qualifiées au sein de la zone Europe pour participer au tournoi final de football, disputé lors des Jeux olympiques de Los Angeles en 1984. Médaillée d'or et tenante du titre, la Tchécoslovaquie est qualifiée d'office, toutefois remplacée par l'Italie à la suite de son retrait. 20 pays originaires du continent européen ont effectivement pris part aux matches de qualification,.
Le tournoi européen de qualification aux Jeux olympiques d'été de 1984 s'est déroulé du 2 mars 1983 au 25 avril 1984 entre quatre poules : deux groupes de cinq équipes, un groupe de quatre équipes et un groupe de six équipes. Un tour préliminaire a été disputé pour décider qui du Liechtenstein ou des Pays-Bas rejoindrait les trois autres nations du Groupe 3 tandis que le Groupe 4 a été scindé en deux sous-groupes de trois équipes dont les vainqueurs respectifs, l'Allemagne de l'Ouest et la France, se sont disputé la dernière place qualificative lors de barrages aller et retour. À l'issue de ces éliminatoires, l'Union soviétique, l'Allemagne de l'Est, la Yougoslavie et la France ont décroché leur participation au tournoi olympique, toutefois la première fut remplacée par l'Allemagne de l'Ouest et la deuxième par la Norvège après que la Pologne ait décliné l'invitation. D'abord inscrite, la Turquie n'a quant à elle finalement pas pris part à la compétition.
Cette édition des Jeux fut marquée par le boycott d'une quinzaine de pays du bloc communiste, dont l'URSS, craignant pour leur sécurité mais également en réplique au boycott américain aux Jeux olympiques de Moscou quatre ans plus tôt. Plusieurs nations qualifiées à l'issue de ces éliminatoires ont ainsi cédé leur place et ont été remplacées par d'autres pays qui étaient normalement éliminés.

## Pays qualifiés
| Dates                           | Lieu      | Places | Qualifiés                                                                                   |
| ------------------------------- | --------- | ------ | ------------------------------------------------------------------------------------------- |
| du 2 mars 1983 au 25 avril 1984 | Itinérant | 4      | Union soviétique Allemagne de l’Ouest Allemagne de l'Est Pologne Norvège Yougoslavie France |

## Format des qualifications
Dans les phases de qualification en groupe disputées selon le système de championnat, en cas d’égalité de points de plusieurs équipes à l'issue de la dernière journée, les critères suivants sont appliqués dans l'ordre indiqué pour établir leur classement :

- Meilleure différence de buts,
- Plus grand nombre de buts marqués.

Dans le système à élimination directe avec des matches aller et retour, en cas d'égalité parfaite au score cumulé des deux rencontres, les mesures suivantes sont d'application :

- Organisation de prolongations et, au besoin, d'une séance de tirs au but, si les deux équipes sont toujours à égalité au terme des prolongations,
- La règle des buts marqués à l'extérieur n'est pas en vigueur.

## Résultats des qualifications

### Groupe 1
| Rang | Équipe           | Pts     | J       | G       | N       | P       | Bp      | Bc      | Diff    |  | Résultats (▼ dom., ► ext.) |     |     |     |     |
| ---- | ---------------- | ------- | ------- | ------- | ------- | ------- | ------- | ------- | ------- |  | -------------------------- | --- | --- | --- | --- |
| 1    | Union soviétique | 8       | 6       | 3       | 2       | 1       | 9       | 4       | +5      |  | Union soviétique           |     | 0-1 | 0-0 | 3-0 |
| 2    | Hongrie          | 8       | 6       | 3       | 2       | 1       | 8       | 5       | +3      |  | Hongrie                    | 0-1 |     | 1-1 | 3-1 |
| 3    | Bulgarie         | 7       | 6       | 1       | 5       | 0       | 7       | 5       | +2      |  | Bulgarie                   | 2-2 | 1-1 |     | 0-0 |
| 4    | Grèce            | 1       | 6       | 0       | 1       | 5       | 4       | 14      | -10     |  | Grèce                      | 1-3 | 1-2 | 1-3 |     |
| -    | Turquie          | Forfait | Forfait | Forfait | Forfait | Forfait | Forfait | Forfait | Forfait |  |                            |     |     |     |     |

### Groupe 2
| Rang | Équipe             | Pts | J | G | N | P | Bp | Bc | Diff |  | Résultats (▼ dom., ► ext.) |     |     |     |     |     |
| ---- | ------------------ | --- | - | - | - | - | -- | -- | ---- |  | -------------------------- | --- | --- | --- | --- | --- |
| 1    | Allemagne de l'Est | 13  | 8 | 6 | 1 | 1 | 14 | 5  | +9   |  | Allemagne de l'Est         |     | 3-1 | 1-0 | 4-0 | 1-0 |
| 2    | Pologne            | 13  | 8 | 6 | 1 | 1 | 13 | 6  | +7   |  | Pologne                    | 2-1 |     | 1-0 | 0-0 | 3-2 |
| 3    | Norvège            | 6   | 8 | 1 | 4 | 3 | 9  | 10 | -1   |  | Norvège                    | 1-1 | 0-1 |     | 1-1 | 4-2 |
| 4    | Danemark           | 6   | 8 | 1 | 4 | 3 | 7  | 10 | -3   |  | Danemark                   | 1-2 | 0-1 | 2-2 |     | 3-0 |
| 5    | Finlande           | 2   | 8 | 0 | 2 | 6 | 5  | 17 | -12  |  | Finlande                   | 0-1 | 0-4 | 1-1 | 0-0 |     |

### Groupe 3

#### Tour préliminaire
| Équipe 1      | Résultat | Équipe 2 | Aller | Retour |
| ------------- | -------- | -------- | ----- | ------ |
| Liechtenstein | 1 - 6    | Pays-Bas | 0 - 3 | 1 - 3  |

| Rang | Équipe      | Pts | J | G | N | P | Bp | Bc | Diff |  | Résultats (▼ dom., ► ext.) |     |     |     |     |
| ---- | ----------- | --- | - | - | - | - | -- | -- | ---- |  | -------------------------- | --- | --- | --- | --- |
| 1    | Yougoslavie | 9   | 6 | 4 | 1 | 1 | 14 | 6  | +8   |  | Yougoslavie                |     | 4-1 | 5-1 | 2-1 |
| 2    | Roumanie    | 8   | 6 | 3 | 2 | 1 | 7  | 5  | +2   |  | Roumanie                   | 1-0 |     | 0-0 | 3-0 |
| 3    | Italie      | 4   | 6 | 0 | 4 | 2 | 7  | 12 | -5   |  | Italie                     | 2-2 | 1-2 |     | 2-2 |
| 4    | Pays-Bas    | 3   | 6 | 0 | 3 | 3 | 4  | 9  | -5   |  | Pays-Bas                   | 0-1 | 0-0 | 1-1 |     |

### Groupe 4

#### Groupe 4A
| Rang | Équipe               | Pts | J | G | N | P | Bp | Bc | Diff |  | Résultats (▼ dom., ► ext.) |     |     |     |
| ---- | -------------------- | --- | - | - | - | - | -- | -- | ---- |  | -------------------------- | --- | --- | --- |
| 1    | Allemagne de l’Ouest | 6   | 4 | 3 | 0 | 1 | 7  | 3  | +4   |  | Allemagne de l’Ouest       |     | 3-0 | 2-0 |
| 2    | Portugal             | 4   | 4 | 2 | 0 | 2 | 5  | 6  | -1   |  | Portugal                   | 3-1 |     | 2-1 |
| 3    | Israël               | 2   | 4 | 1 | 0 | 3 | 2  | 5  | -3   |  | Israël                     | 0-1 | 1-0 |     |

#### Groupe 4B
| Rang | Équipe   | Pts | J | G | N | P | Bp | Bc | Diff |  | Résultats (▼ dom., ► ext.) |     |     |     |
| ---- | -------- | --- | - | - | - | - | -- | -- | ---- |  | -------------------------- | --- | --- | --- |
| 1    | France   | 7   | 4 | 3 | 1 | 0 | 7  | 2  | +5   |  | France                     |     | 2-0 | 3-1 |
| 2    | Belgique | 3   | 4 | 0 | 3 | 1 | 1  | 3  | -2   |  | Belgique                   | 1-1 |     | 0-0 |
| 3    | Espagne  | 2   | 4 | 0 | 2 | 2 | 1  | 4  | -3   |  | Espagne                    | 0-1 | 0-0 |     |

#### Barrage
| Équipe 1 | Résultat | Équipe 2             | Aller | Retour |
| -------- | -------- | -------------------- | ----- | ------ |
| France   | 2 - 1    | Allemagne de l’Ouest | 1 - 1 | 1 - 0  |